# Patos (stad)
Patos är en stad i västcentrala i Albanien i prefekturen Fieri med 15 397 invånare enligt folkräkningen från 2011. Staden är ett centrum för Albaniens oljeindustri.